# Donkey Kong Country Returns
Donkey Kong Country Returns is een computerspel voor de Nintendo Wii dat in Europa is uitgekomen op 3 december 2010. Het spel is gebaseerd op Donkey Kong Country die in 1994 werd uitgebracht op de Super NES, maar is geen remake hiervan. Het spel is ontworpen door Retro Studios in samenwerking met Nintendo. De originele ontwikkelaar van de Donkey Kong Country reeks Rare heeft niet meegewerkt aan het ontwerpen van dit spel.
Het spel is ontworpen voor één speler, maar geeft tevens de mogelijkheid om het spel met twee spelers te spelen. In enkelspelermodus speelt de speler het hoofdpersonage Donkey Kong en zijn maatje Diddy Kong zit op zijn rug zodra de speler hem bevrijd heeft uit zijn ton. Zodra de speler Diddy op zijn rug heeft kan deze onder andere een tijdje in de lucht blijven zweven via een raket (jetpack) die Diddy met zich mee brengt. In tweespelermodus is ook Diddy speelbaar in het spel.
De velden en werelden zijn grotendeels te vergelijken qua opzet als de andere spellen uit de Donkey Kong Country-reeks. De levels zijn in 2D (zijaanzicht) opgebouwd en de velden zijn te selecteren via een verbindingswereld met bovenaanzicht.

## Verhaal
Op een opnieuw ontworpen Donkey Kong Island worden de dieren gehypnotiseerd door de Tiki Tak Tribe, levende tropische muziekinstrumenten. Zij zijn ontsnapt nadat de vulkaan van het eiland uitbarstte en hebben het voorzien op Donkey Kongs bananenvoorraad. Onder hypnose knappen de jungledieren alle lastige klusjes van de Tiki op en stelen de bananen. Gelukkig heeft hun muzikale toverkracht geen invloed op Donkey en Diddy Kong. Zij gaan wederom op een groot avontuur, waarbij Donkey en Diddy het hele eiland verkennen op zoek naar de gestolen bananen.

## Muziek
Donkey Kong Country Returns bevat originele muziek maar ook veel (bewerkte) oude muziekstukken die ook te horen waren in het eerste Donkey Kong Countryspel. De muziek is geschreven en bewerkt door een Japans team van componisten onder leiding van Kenji Yamomoto (componist van de Metroid Prime reeks), terwijl de muziek voor de vroegere spellen werd gecomponeerd door Westerse componisten (o.a. David Wise die de meeste muziek schreef voor de originele Donkey Kong Country).

## Nintendo 3DS-versie
Op 24 mei 2013 kwam de Nintendo 3DS-versie van dit spel uit in Europa. Het spel werd overgezet naar de 3DS door ontwikkelaar Monster Games en is speelbaar met stereoscopische 3D beelden. Naast 3D beelden bevat deze versie meer veranderingen ten aanzien van de Wii-versie. Zo is het spel te spelen in een New Mode, waarmee het spel iets makkelijker wordt. In deze mode wordt de levensmeter namelijk verhoogd met 1 extra hart. Tevens zijn er meer soorten voorwerpen te koop in Cranky Kong's Shop, waaronder de Groene Ballon, de Crash Guard (vergelijkbaar met Banana Juice, maar is alleen te gebruiken in de Minecart en Rocket Barrel levels) en de DK Barrel. Ook is er een nieuwe wereld toegevoegd aan het spel met negen nieuwe velden, genaamd Cloud. De 3DS-versie draait niet op 60 fps, zoals de Wii-versie, maar op 30 fps, omdat dit technisch niet haalbaar is op de 3DS.

## Nintendo Switch-versie
Tijdens de Nintendo Direct in juni 2024 werd Donkey Kong Country Returns HD voor de Nintendo Switch aangekondigd, welke op 16 januari 2025 werd uitgebracht.

## Vervolg
In februari 2014 is een vervolg uitgekomen op Donkey Kong Country Returns, genaamd Donkey Kong Country: Tropical Freeze. Het spel is eveneens ontwikkeld door Retro Studios en kwam uit op de Wii U. Tevens is het spel voor het eerst speelbaar in High Definition (1080p). In het spel zijn weer zwem-levels aanwezig en ook zijn speciale gedeeltes in velden toegevoegd waarbij men gebruikmaakt van een nieuw 3D perspectief, vooral bij het gebruik van de kanontonnen. Componist David Wise keerde terug als componist voor Tropical Freeze. Het laatste Donkey Kong spel waarvoor hij had gecomponeerd was Donkey Kong Country 3 Advance (Game Boy Advance) uit 2005.
Lijst van Donkey Kong-spellen